# Салют-6
«Салют-6» — орбитальная станция, созданная по программе гражданских пилотируемых станций СССР «Долговременная орбитальная станция» (ДОС) и предназначенная для проведения научных, технологических, биологических и медицинских исследований на орбите Земли в условиях невесомости. Первая станция «второго поколения».

## Назначение
Орбитальная станция «Салют-6» была создана для продолжения научно-исследовательских и военных работ в космосе, которые были начаты на предыдущих станциях серии «Салют».
Станция «Салют-6» была модифицирована по сравнению со своей предшественницей по программе ДОС — станцией «Салют-4». Станция впервые была оснащена двумя стыковочными узлами, а также имела больший внутренний полезный объём и три панели солнечных батарей. Это дало возможность доставлять на станцию одновременно двумя пилотируемыми или грузовыми кораблями экипажи, топливо, воздух, воду, питание и одежду для космонавтов, а также новые научно-исследовательские приборы и оборудование для ремонта.
Время пребывания в космосе кораблей «Союз» было ограничено 90 сутками. Для продления срока пребывания космонавтов на орбите производилась периодическая замена кораблей «Союз». Прибывающий экипаж оставлял свой корабль для основной экспедиции станции и возвращался на Землю в предыдущем «Союзе», который был пристыкован к станции. В дальнейшем, корабли серии «Союз» были модифицированы: корабль «Союз Т» мог оставаться в космосе до 120 суток, а «Союз ТМ» — до 180 суток.
Два стыковочных узла позволили осуществлять смену экипажей в космосе, что обеспечивало непрерывный пилотируемый режим станции. Для поддержания работоспособности станции «Салют-6» впервые применялись грузовые космические корабли «Прогресс». Двигатели «Прогресса» также использовались для коррекции орбиты станции «Салют-6». 
Именно на "Салют-6" впервые в истории космонавтики был установлен (и с 24 июля 1979 года - введён в эксплуатацию) радиотелескоп (это был радиотелескоп модели КРТ-10 с диаметром антенны 10 метров).
Также на этой станции впервые была опробована стыковка «Транспортного корабля снабжения» ТКС-2 — «Космос-1267», который был запущен в 25 апреля 1981 года и пристыковавшийся к станции 19 июня 1981 года.
После успешного запуска станции «Салют-7» 19 апреля 1982 года станция «Салют-6» была сведена с орбиты 29 июля 1982 года.

## Стыковка «Прогресса-1» с «Салютом-6»
Космический грузовой корабль «Прогресс-1» был разработан специально для снабжения орбитальных станций «Салют». Его стыковка с «Салютом-6» имела ряд важных особенностей:
- Автоматический режим: «Прогресс-1» был беспилотным кораблем, управляемым с Земли.  Все этапы сближения и стыковки, включая корректировку орбиты и маневрирование, проходили в автоматическом режиме[4].
- Большой объем груза: «Прогресс-1» доставил на «Салют-6» более двух тонн грузов, включая топливо, контейнеры с продовольствием, емкости с водой, новые регенераторы, аппаратуру для медицинского контроля, запасные блоки, приборы и инструмент, пылесборники, вентиляторы, новое рабочее снаряжение, различные предметы обихода, запасные кассеты с фото и кинопленкой — всего 104 наименования. Это был значительно больший объем, чем мог доставить пилотируемый «Союз»[4].
- Дозаправка топливом: Уникальной особенностью «Прогресса-1» была возможность дозаправки станции топливом на орбите. Корабль имел специальные системы перекачки топлива в баки «Салюта-6».  Это стало важной вехой в развитии технологий обеспечения длительных космических полетов[4].
- Многократное использование системы дозаправки:  Система дозаправки, примененная на «Прогрессе-1», была предназначена для многократного использования, что позволяло продлевать срок работы орбитальных станций[4].
- Утилизация отходов: После разгрузки «Прогресс-1» использовался для утилизации отходов со станции. Загруженный мусором, корабль отстыковывался от «Салюта-6» и сгорал в плотных слоях атмосферы[4].

Стыковка «Прогресса-1» с «Салютом-6» ознаменовала новый этап в освоении космоса, открыв возможности для длительного пребывания человека на орбите и проведения масштабных научных исследований. Эта технология до сих пор используется для снабжения Международной космической станции.

## Устройство
Станция «Салют-6» состоит из трёх цилиндрических отсеков, соединённых между собой коническими переходами. Длина станции — 14,4 метра. Максимальный диаметр — 4,15 метра. Внутренний полезный объём — 90,0 м³. Размах панелей солнечных батарей — 17,0 метров. Площадь панелей солнечных батарей — 60 м². В отсеке научной аппаратуры были размещены субмиллиметровый телескоп БСТ-1М, орбитальный солнечный телескоп ОСТ-1 и гамма-телескоп «Елена-Ф». Бортовой субмиллиметровый телескоп БСТ-1М был оснащен зеркалом диаметром 1,5 м и предназначался для проведения астрофизических исследований в ультрафиолетовом (0,2 — 0,36 мкм), инфракрасном (60 — 130 мкм) и субмиллиметровом (300—1000 мкм) областях спектра, которые интересны тем, что позволяют изучать холодные газовые космические облака, а также получать информацию о процессах, происходящих в верхних слоях земной атмосферы.
Станция «Салют-6» была выведена на орбиту 29 сентября 1977 года ракетой-носителем «Протон».

## Экипаж
За время эксплуатации на станции «Салют-6» работали 5 основных экипажей и 11 экспедиций посещения. Впервые в состав экспедиций посещения входили космонавты из восьми стран — первые космонавты: Чехословакии, Польши, ГДР, Венгрии, Вьетнама, Кубы, Монголии и Румынии. Кроме того, первый космонавт Болгарии до орбитального комплекса не долетел.
Всего на станции работали 26 космонавтов, из них пять космонавтов по два раза.
К станции летали 17 пилотируемых и 2 беспилотных корабля серий «Союз» и «Союз Т», 12 автоматических грузовых кораблей «Прогресс» и 1 автоматический грузовой корабль ТКС («Космос-1267»), пристыковавшийся в конце полёта станции без экипажа как пустой модуль.
Продолжительность пребывания экипажей на станции «Салют-6» возрастала: 96 суток, 139 суток, 175 суток, 184 суток, 74 суток.
Из станции «Салют-6» было осуществлено 3 выхода в открытый космос, общей продолжительностью 4 часа 56 минут.

### Выходы в открытый космос
В начале существования станции возникли проблемы со стыковкой космического корабля к ней. Поэтому первый выход в открытый космос из станции, осуществлённый Георгием Гречко с помощью Юрия Романенко 19 декабря 1977 года был посвящён обследованию стыковочного узла станции, телесъёмке его состояния, проверке электрических контактов, установленных на нём. Выход производился не через люк переходного отсека, а через люк стыковочного узла, который предстояло обследовать.
Во время второго выхода в открытый космос, осуществлённого Владимиром Ковалёнком и Александром Иванченковым 29 июля 1978 года, были сняты установленные на крышке переходного отсека материалы, с момента запуска станции на орбиту подвергавшиеся воздействию условий открытого космоса, позднее они были доставлены на Землю для исследования. Эта работа выполнялась в первый раз, впоследствии она проводилась многими другими экипажами.
На станции была установлена антенна первого в мире космического радиотелескопа КРТ-10. После завершения её функционирования возникла проблема с её демонтажом — антенна зацепилась за деталь стыковочного узла на агрегатном отсеке. Третий выход в открытый космос, осуществлённый Валерием Рюминым с помощью Владимира Ляхова 15 августа 1979 года, был посвящён отделению антенны радиотелескопа от станции. Выход производился через люк переходного отсека. Переход от люка переходного отсека к стыковочному узлу осуществлялся с помощью перил, установленных на поверхности станции.

### Список экипажей
- Союз-25 с 9 октября по 11 октября 1977
  - Владимир Ковалёнок
  - Валерий Рюмин
- Союз-26 с 10 декабря 1977 по 16 марта 1978; 1-я основная экспедиция
  - Юрий Романенко
  - Георгий Гречко
- Союз-27 с 10 января по 16 января 1978; 1-я экспедиция посещения
  - Владимир Джанибеков
  - Олег Макаров
- Почтовая марка СССРСоюз-28 с 2 марта по 10 марта 1978; 2-я экспедиция посещения
  - Алексей Губарев
  - Владимир Ремек ( Чехословакия)
- Союз-29 с 15 июня по 2 ноября 1978; 2-я основная экспедиция
  - Владимир Ковалёнок
  - Александр Иванченков
- Союз-30 с 28 июня по 5 июля 1978; 3-я экспедиция посещения
  - Петр Климук
  - Мирослав Гермашевский ( Польша)
- Союз-31 с 26 августа по 3 сентября 1978; 4-я экспедиция посещения
  - Валерий Быковский
  - Зигмунд Йен ( ГДР)
- Союз-32 с 25 февраля по 19 августа 1979; 3-я основная экспедиция; корабль стартовал пилотируемым, возвращался беспилотным
  - Владимир Ляхов
  - Валерий Рюмин
- Союз-33 с 10 апреля по 12 апреля 1979
  - Николай Рукавишников
  - Георги Иванов ( НРБ)
- Союз-34 с 6 июня по 19 августа 1979; корабль стартовал беспилотным, возвращался пилотируемым с экипажем от «Союза-32»
- Союз-35 с 9 апреля по 11 октября 1980; 4-я основная экспедиция
  - Леонид Попов
  - Валерий Рюмин
- Союз-36 с 26 мая по 3 июня 1980; 5-я экспедиция посещения
  - Валерий Кубасов
  - Берталан Фаркаш ( Венгрия)
- Союз Т-2 с 5 июня по 9 июня 1980; 6-я экспедиция посещения
  - Юрий Малышев
  - Владимир Аксёнов
- Союз-37 с 23 июля по 31 июля 1980; 7-я экспедиция посещения
  - Виктор Горбатко
  - Фам Туан ( Вьетнам)
- Союз-38 с 18 сентября по 26 сентября 1980; 8-я экспедиция посещения
  - Юрий Романенко
  - Тамайо Мендес, Арнальдо ( Куба)
- Союз Т-3 с 27 ноября по 10 декабря 1980; 9-я экспедиция посещения
  - Леонид Кизим
  - Олег Макаров
  - Геннадий Стрекалов
- Союз Т-4 с 12 марта по 26 мая 1981; 5-я основная экспедиция
  - Владимир Ковалёнок
  - Виктор Савиных
- Союз-39 с 22 марта по 30 марта 1981; 10-я экспедиция посещения
  - Владимир Джанибеков
  - Жугдэрдэмидийн Гуррагча ( МНР)
- Союз-40 с 14 мая по 22 мая 1981; 11-я экспедиция посещения
  - Леонид Попов
  - Думитру Прунариу ( СР Румыния)

## Линейка событий
В этом разделе в таблице кратко описана последовательность всех событий стыковки/расстыковки орбитальной станции «Салют-6» с космическими кораблями.
На станцию «Салют-6» прилетали и состыковывались следующие космические корабли:
- 17 пилотируемых;
- 13 грузовых.

В результате были осуществлены следующие экспедиции:
- 6 основных (ЭО);
- 11 гостевых (экспедиций посещения (ЭП));
- 9 международных.

Всего в таблице присутствует 71 событие. Соответственно орбитальная станция «Салют-6» находилась на орбите в 70 промежуточных состояниях. Эти состояния делятся на три группы:
- орбитальная станция «Салют-6» не состыкована ни с одним космическим кораблём (зелёный цвет в таблице) — 11 состояний;
- орбитальная станция «Салют-6» состыкована с одним космическим кораблем (жёлтый цвет в таблице) — 35 состояний;
- орбитальная станция «Салют-6» состыкована с двумя космическими кораблями (красный цвет в таблице) — 24 состояние.

| № | Дата       | Действие | Корабль                                         | Экипаж                                                             |
| --- | ---------- | --- | ----------------------------------------------- | ------------------------------------------------------------------ |
| 1 | 1977-09-29 | Запуск | «Салют-6» (орбитальная станция)                 | —                                                                  |
| Состояние на орбите: станция «Салют-6»: без экипажа                                                            |            | |                                                 |                                                                    |
| Неудачная стыковка                                                                                             |            | |                                                 |                                                                    |
| 2 | 1977-10-10 | Стыковка не состоялась | «Союз-25» (1-й пилотируемый)                    | Ковалёнок, Рюмин                                                   |
| Состояние на орбите: станция «Салют-6»: без экипажа                                                            |            | |                                                 |                                                                    |
| 1-й основной экипаж                                                                                            |            | |                                                 |                                                                    |
| 3 | 1977-12-11 | Стыковка | «Союз-26» (2-й пилотируемый)                    | Романенко, Гречко (1-й основной)                                   |
| Состояние на орбите: комплекс «Салют-6» — «Союз-26»: экипаж Романенко, Гречко                                  |            | |                                                 |                                                                    |
| 4 | 1978-01-11 | Стыковка | «Союз-27» (3-й пилотируемый)                    | Джанибеков, Макаров (1-й гостевой)                                 |
| Состояние на орбите: комплекс «Салют-6» — «Союз-26» — «Союз-27»: экипаж Романенко, Гречко; Джанибеков, Макаров |            | |                                                 |                                                                    |
| 5 | 1978-01-16 | Расстыковка | «Союз-26» (2-й пилотируемый)                    | Джанибеков, Макаров (1-й гостевой)                                 |
| Состояние на орбите: комплекс «Салют-6» — «Союз-27»: экипаж Романенко, Гречко                                  |            | |                                                 |                                                                    |
| 6 | 1978-01-22 | Стыковка | «Прогресс-1» (1-й грузовой)                     | —                                                                  |
| Состояние на орбите: комплекс «Салют-6» — «Союз-27» — «Прогресс-1»: экипаж Романенко, Гречко                   |            | |                                                 |                                                                    |
| 7 | 1978-02-06 | Расстыковка | «Прогресс-1» (1-й грузовой)                     | —                                                                  |
| Состояние на орбите: комплекс «Салют-6» — «Союз-27»: экипаж Романенко, Гречко                                  |            | |                                                 |                                                                    |
| 8 | 1978-03-03 | Стыковка | «Союз-28» (4-й пилотируемый)                    | Губарев; Ремек · Чехословакия (2-й гостевой, 1-й международный)    |
| |            | Состояние на орбите: комплекс «Салют-6» — «Союз-27» — «Союз-28»: экипаж Романенко, Гречко; Губарев; Ремек Чехословакия     |                                                 |                                                                    |
| 9 | 1978-03-10 | Расстыковка | «Союз-28» (4-й пилотируемый)                    | Губарев; Ремек · Чехословакия (2-й гостевой, 1-й международный)    |
| Состояние на орбите: комплекс «Салют-6» — «Союз-27»: экипаж Романенко, Гречко                                  |            | |                                                 |                                                                    |
| 10 | 1978-03-16 | Расстыковка | «Союз-27» (3-й пилотируемый)                    | Романенко, Гречко (1-й основной)                                   |
| Состояние на орбите: станция «Салют-6»: без экипажа                                                            |            | |                                                 |                                                                    |
| 2-й основной экипаж                                                                                            |            | |                                                 |                                                                    |
| 11 | 1978-06-16 | Стыковка | «Союз-29» (5-й пилотируемый)                    | Ковалёнок, Иванченков (2-й основной)                               |
| Состояние на орбите: комплекс «Салют-6» — «Союз-29»: экипаж Ковалёнок, Иванченков                              |            | |                                                 |                                                                    |
| 12 | 1978-06-28 | Стыковка | «Союз-30» (6-й пилотируемый)                    | Климук; Гермашевский · Польша (3-й гостевой, 2-й международный)    |
| |            | Состояние на орбите: комплекс «Салют-6» — «Союз-29» — «Союз-30»: экипаж Ковалёнок, Иванченков; Климук; Гермашевский Польша |                                                 |                                                                    |
| 13 | 1978-07-05 | Расстыковка | «Союз-30» (6-й пилотируемый)                    | Климук; Гермашевский · Польша (3-й гостевой, 2-й международный)    |
| Состояние на орбите: комплекс «Салют-6» — «Союз-29»: экипаж Ковалёнок, Иванченков                              |            | |                                                 |                                                                    |
| 14 | 1978-07-09 | Стыковка | «Прогресс-2» (2-й грузовой)                     | —                                                                  |
| Состояние на орбите: комплекс «Салют-6» — «Союз-29» — «Прогресс-2»: экипаж Ковалёнок, Иванченков               |            | |                                                 |                                                                    |
| 15 | 1978-08-02 | Расстыковка | «Прогресс-2» (2-й грузовой)                     | —                                                                  |
| Состояние на орбите: комплекс «Салют-6» — «Союз-29»: экипаж Ковалёнок, Иванченков                              |            | |                                                 |                                                                    |
| 16 | 1978-08-10 | Стыковка | «Прогресс-3» (3-й грузовой)                     | —                                                                  |
| Состояние на орбите: комплекс «Салют-6» — «Союз-29» — «Прогресс-3»: экипаж Ковалёнок, Иванченков               |            | |                                                 |                                                                    |
| 17 | 1978-08-21 | Расстыковка | «Прогресс-3» (3-й грузовой)                     | —                                                                  |
| Состояние на орбите: комплекс «Салют-6» — «Союз-29»: экипаж Ковалёнок, Иванченков                              |            | |                                                 |                                                                    |
| 18 | 1978-08-27 | Стыковка | «Союз-31» (7-й пилотируемый)                    | Быковский; Йен · ГДР (4-й гостевой, 3-й международный)             |
| |            | Состояние на орбите: комплекс «Салют-6» — «Союз-29» — «Союз-31»: экипаж Ковалёнок, Иванченков; Быковский; Йен ГДР          |                                                 |                                                                    |
| 19 | 1978-09-03 | Расстыковка | «Союз-29» (5-й пилотируемый)                    | Быковский; Йен · ГДР (4-й гостевой, 3-й международный)             |
| Состояние на орбите: комплекс «Салют-6» — «Союз-31»: экипаж Ковалёнок, Иванченков                              |            | |                                                 |                                                                    |
| 20 | 1978-09-07 | Расстыковка | «Союз-31» (7-й пилотируемый)                    | Ковалёнок, Иванченков                                              |
| Состояние на орбите: станция «Салют-6»: без экипажа                                                            |            | |                                                 |                                                                    |
| 21 | 1978-09-07 | Стыковка | «Союз-31» (7-й пилотируемый)                    | Ковалёнок, Иванченков                                              |
| Состояние на орбите: комплекс «Салют-6» — «Союз-31»: экипаж Ковалёнок, Иванченков                              |            | |                                                 |                                                                    |
| 22 | 1978-10-06 | Стыковка | «Прогресс-4» (4-й грузовой)                     | —                                                                  |
| Состояние на орбите: комплекс «Салют-6» — «Союз-31» — «Прогресс-4»: экипаж Ковалёнок, Иванченков               |            | |                                                 |                                                                    |
| 23 | 1978-10-24 | Расстыковка | «Прогресс-4» (4-й грузовой)                     | —                                                                  |
| Состояние на орбите: комплекс «Салют-6» — «Союз-31»: экипаж Ковалёнок, Иванченков                              |            | |                                                 |                                                                    |
| 24 | 1978-11-02 | Расстыковка | «Союз-31» (7-й пилотируемый)                    | Ковалёнок, Иванченков (2-й основной)                               |
| Состояние на орбите: станция «Салют-6»: без экипажа                                                            |            | |                                                 |                                                                    |
| 3-й основной экипаж                                                                                            |            | |                                                 |                                                                    |
| 25 | 1979-02-20 | Стыковка | «Союз-32» (8-й пилотируемый)                    | Ляхов, Рюмин (3-й основной)                                        |
| Состояние на орбите: комплекс «Салют-6» — «Союз-32»: экипаж Ляхов, Рюмин                                       |            | |                                                 |                                                                    |
| 26 | 1979-03-14 | Стыковка | «Прогресс-5» (5-й грузовой)                     | —                                                                  |
| Состояние на орбите: комплекс «Салют-6» — «Союз-32» — «Прогресс-5»: экипаж Ляхов, Рюмин                        |            | |                                                 |                                                                    |
| 27 | 1979-04-03 | Расстыковка | «Прогресс-5» (5-й грузовой)                     | —                                                                  |
| Состояние на орбите: комплекс «Салют-6» — «Союз-32»: экипаж Ляхов, Рюмин                                       |            | |                                                 |                                                                    |
| 28 | 1979-04-11 | Стыковка не состоялась | «Союз-33» (9-й пилотируемый)                    | Рукавишников; Иванов · Болгария (4-й международный)                |
| Состояние на орбите: комплекс «Салют-6» — «Союз-32»: экипаж Ляхов, Рюмин                                       |            | |                                                 |                                                                    |
| 29 | 1979-05-15 | Стыковка | «Прогресс-6» (6-й грузовой)                     | —                                                                  |
| Состояние на орбите: комплекс «Салют-6» — «Союз-32» — «Прогресс-6»: экипаж Ляхов, Рюмин                        |            | |                                                 |                                                                    |
| 30 | 1979-06-08 | Расстыковка | «Прогресс-6» (6-й грузовой)                     | —                                                                  |
| Состояние на орбите: комплекс «Салют-6» — «Союз-32»: экипаж Ляхов, Рюмин                                       |            | |                                                 |                                                                    |
| 31 | 1979-06-08 | Стыковка | «Союз-34» (10-й пилотируемый)                   | Без экипажа                                                        |
| Состояние на орбите: комплекс «Салют-6» — «Союз-32» — «Союз-34»: экипаж Ляхов, Рюмин                           |            | |                                                 |                                                                    |
| 32 | 1979-06-13 | Расстыковка | «Союз-32» (8-й пилотируемый)                    | Без экипажа                                                        |
| Состояние на орбите: комплекс «Салют-6» — «Союз-34»: экипаж Ляхов, Рюмин                                       |            | |                                                 |                                                                    |
| 33 | 1978-06-14 | Расстыковка | «Союз-34» (10-й пилотируемый)                   | Ляхов, Рюмин                                                       |
| Состояние на орбите: комплекс «Салют-6»: пустой                                                                |            | |                                                 |                                                                    |
| 34 | 1978-06-14 | Стыковка | «Союз-34» (10-й пилотируемый)                   | Ляхов, Рюмин                                                       |
| Состояние на орбите: комплекс «Салют-6» — «Союз-34»: экипаж Ляхов, Рюмин                                       |            | |                                                 |                                                                    |
| 35 | 1979-06-30 | Стыковка | «Прогресс-7» (7-й грузовой)                     | —                                                                  |
| Состояние на орбите: комплекс «Салют-6» — «Союз-34» — «Прогресс-7»: экипаж Ляхов, Рюмин                        |            | |                                                 |                                                                    |
| 36 | 1979-07-18 | Расстыковка | «Прогресс-7» (7-й грузовой)                     | —                                                                  |
| Состояние на орбите: комплекс «Салют-6» — «Союз-34»: экипаж Ляхов, Рюмин                                       |            | |                                                 |                                                                    |
| 37 | 1979-08-19 | Расстыковка | «Союз-34» (10-й пилотируемый)                   | Ляхов, Рюмин (3-й основной)                                        |
| Состояние на орбите: станция «Салют-6»: без экипажа                                                            |            | |                                                 |                                                                    |
| Беспилотный «Союз Т»                                                                                           |            | |                                                 |                                                                    |
| 38 | 1979-12-19 | Стыковка | «Союз Т-1» (1-й беспилотный)                    | Без экипажа                                                        |
| Состояние на орбите: комплекс «Салют-6» — «Союз Т-1»: без экипажа                                              |            | |                                                 |                                                                    |
| 39 | 1980-03-23 | Расстыковка | «Союз Т-1» (1-й беспилотный)                    | Без экипажа                                                        |
| Состояние на орбите: станция «Салют-6»: бех экипажа                                                            |            | |                                                 |                                                                    |
| Грузовой «Прогресс-8»                                                                                          |            | |                                                 |                                                                    |
| 40 | 1980-03-29 | Стыковка | «Прогресс-8» (8-й грузовой)                     | —                                                                  |
| Состояние на орбите: комплекс «Салют-6» — «Прогресс-8»: без экипажа                                            |            | |                                                 |                                                                    |
| 4-й основной экипаж                                                                                            |            | |                                                 |                                                                    |
| 41 | 1980-04-10 | Стыковка | «Союз-35» (11-й пилотируемый)                   | Попов, Рюмин (4-й основной)                                        |
| Состояние на орбите: комплекс «Салют-6» — «Прогресс-8» — «Союз-35»: экипаж Попов, Рюмин                        |            | |                                                 |                                                                    |
| 42 | 1980-04-25 | Расстыковка | «Прогресс-8» (8-й грузовой)                     | —                                                                  |
| Состояние на орбите: комплекс «Салют-6» — «Союз-35»: экипаж Попов, Рюмин                                       |            | |                                                 |                                                                    |
| 43 | 1980-04-29 | Стыковка | «Прогресс-9» (9-й грузовой)                     | —                                                                  |
| Состояние на орбите: комплекс «Салют-6» — «Союз-35» — «Прогресс-9»: экипаж Попов, Рюмин                        |            | |                                                 |                                                                    |
| 44 | 1980-05-20 | Расстыковка | «Прогресс-9» (9-й грузовой)                     | —                                                                  |
| Состояние на орбите: комплекс «Салют-6» — «Союз-35»: экипаж Попов, Рюмин                                       |            | |                                                 |                                                                    |
| 45 | 1980-05-27 | Стыковка | «Союз-36» (12-й пилотируемый)                   | Кубасов; Фаркаш · Венгрия (5-й гостевой, 5-й международный)        |
| |            | Состояние на орбите: комплекс «Салют-6» — «Союз-35» — «Союз-36»: экипаж Попов, Рюмин; Кубасов; Фаркаш Венгрия              |                                                 |                                                                    |
| 46 | 1980-06-03 | Расстыковка | «Союз-35» (11-й пилотируемый)                   | Кубасов; Фаркаш · Венгрия (5-й гостевой, 5-й международный)        |
| Состояние на орбите: комплекс «Салют-6» — «Союз-36»: экипаж Попов, Рюмин                                       |            | |                                                 |                                                                    |
| 47 | 1980-06-06 | Стыковка | «Союз Т-2» (13-й пилотируемый)                  | Малышев, Аксёнов (6-й гостевой)                                    |
| Состояние на орбите: комплекс «Салют-6» — «Союз-36» — «Союз Т-2»: экипаж Попов, Рюмин; Малышев, Аксёнов        |            | |                                                 |                                                                    |
| 48 | 1980-06-09 | Расстыковка | «Союз Т-2» (13-й пилотируемый)                  | Малышев, Аксёнов (6-й гостевой)                                    |
| Состояние на орбите: комплекс «Салют-6» — «Союз-36»: экипаж Попов, Рюмин                                       |            | |                                                 |                                                                    |
| 49 | 1980-07-01 | Стыковка | «Прогресс-10» (10-й грузовой)                   | —                                                                  |
| Состояние на орбите: комплекс «Салют-6» — «Союз-36» — «Прогресс-10»: экипаж Попов, Рюмин                       |            | |                                                 |                                                                    |
| 50 | 1980-07-17 | Расстыковка | «Прогресс-10» (10-й грузовой)                   | —                                                                  |
| Состояние на орбите: комплекс «Салют-6» — «Союз-36»: экипаж Попов, Рюмин                                       |            | |                                                 |                                                                    |
| 51 | 1980-07-24 | Стыковка | «Союз-37» (14-й пилотируемый)                   | Горбатко; Фам · Вьетнам (7-й гостевой, 6-й международный)          |
| |            | Состояние на орбите: комплекс «Салют-6» — «Союз-36» — «Союз-37»: экипаж Попов, Рюмин; Горбатко; Фам Вьетнам                |                                                 |                                                                    |
| 52 | 1980-07-31 | Расстыковка | «Союз-36» (12-й пилотируемый)                   | Горбатко; Фам · Вьетнам (7-й гостевой, 6-й международный)          |
| Состояние на орбите: комплекс «Салют-6» — «Союз-37»: экипаж Попов, Рюмин                                       |            | |                                                 |                                                                    |
| 53 | 1980-08-01 | Расстыковка | «Союз-37» (14-й пилотируемый)                   | Попов, Рюмин                                                       |
| Состояние на орбите: станция «Салют-6»: без экипажа                                                            |            | |                                                 |                                                                    |
| 54 | 1980-08-01 | Стыковка | «Союз-37» (14-й пилотируемый)                   | Попов, Рюмин                                                       |
| Состояние на орбите: комплекс «Салют-6» — «Союз-37»: экипаж Попов, Рюмин                                       |            | |                                                 |                                                                    |
| 55 | 1980-09-19 | Стыковка | «Союз-38» (15-й пилотируемый)                   | Романенко; Тамайо · Куба (8-й гостевой, 7-й международный)         |
| |            | Состояние на орбите: комплекс «Салют-6» — «Союз-37» — «Союз-38»: экипаж Попов, Рюмин; Романенко; Тамайо Куба               |                                                 |                                                                    |
| 56 | 1980-09-26 | Расстыковка | «Союз-38» (15-й пилотируемый)                   | Романенко; Тамайо · Куба (8-й гостевой, 7-й международный)         |
| Состояние на орбите: комплекс «Салют-6» — «Союз-37»: экипаж Попов, Рюмин                                       |            | |                                                 |                                                                    |
| 57 | 1980-09-30 | Стыковка | «Прогресс-11» (11-й грузовой)                   | —                                                                  |
| Состояние на орбите: комплекс «Салют-6» — «Союз-37» — «Прогресс-11»: экипаж Попов, Рюмин                       |            | |                                                 |                                                                    |
| 58 | 1979-10-11 | Расстыковка | «Союз-37» (14-й пилотируемый)                   | Попов, Рюмин (4-й основной)                                        |
| Состояние на орбите: комплекс «Салют-6» — «Прогресс-11»: без экипажа                                           |            | |                                                 |                                                                    |
| 9-й гостевой экипаж                                                                                            |            | |                                                 |                                                                    |
| 59 | 1980-11-28 | Стыковка | «Союз Т-3» (16-й пилотируемый)                  | Кизим, Макаров, Стрекалов (9-й гостевой)                           |
| Состояние на орбите: комплекс «Салют-6» — «Прогресс-11» — «Союз Т-3»: экипаж Кизим, Макаров, Стрекалов         |            | |                                                 |                                                                    |
| 60 | 1980-12-09 | Расстыковка | «Прогресс-11» (11-й грузовой)                   | —                                                                  |
| Состояние на орбите: комплекс «Салют-6» — «Союз Т-3»: экипаж Кизим, Макаров, Стрекалов                         |            | |                                                 |                                                                    |
| 61 | 1980-12-10 | Расстыковка | «Союз Т-3» (16-й пилотируемый)                  | Кизим, Макаров, Стрекалов (9-й гостевой)                           |
| Состояние на орбите: станция «Салют-6»: бех экипажа                                                            |            | |                                                 |                                                                    |
| Грузовой «Прогресс-12»                                                                                         |            | |                                                 |                                                                    |
| 62 | 1981-01-26 | Стыковка | «Прогресс-12» (12-й грузовой)                   | —                                                                  |
| Состояние на орбите: комплекс «Салют-6» — «Прогресс-12»: без экипажа                                           |            | |                                                 |                                                                    |
| 5-й основной экипаж                                                                                            |            | |                                                 |                                                                    |
| 63 | 1981-03-13 | Стыковка | «Союз Т-4» (17-й пилотируемый)                  | Ковалёнок, Савиных (5-й основной)                                  |
| Состояние на орбите: комплекс «Салют-6» — «Прогресс-12» — «Союз Т-4»: экипаж Ковалёнок, Савиных                |            | |                                                 |                                                                    |
| 64 | 1981-03-19 | Расстыковка | «Прогресс-12» (12-й грузовой)                   | —                                                                  |
| Состояние на орбите: комплекс «Салют-6» — «Союз Т-4»: экипаж Ковалёнок, Савиных                                |            | |                                                 |                                                                    |
| 65 | 1981-03-23 | Стыковка | «Союз-39» (18-й пилотируемый)                   | Джанибеков; Гуррагча · Монголия (10-й гостевой, 8‑й международный) |
| |            | Состояние на орбите: комплекс «Салют-6» — «Союз Т-4» — «Союз-39»: экипаж Ковалёнок, Савиных; Джанибеков; Гуррагча Монголия |                                                 |                                                                    |
| 66 | 1981-03-30 | Расстыковка | «Союз-39» (18-й пилотируемый)                   | Джанибеков; Гуррагча · Монголия (10-й гостевой, 8‑й международный) |
| Состояние на орбите: комплекс «Салют-6» — «Союз Т-4»: экипаж Ковалёнок, Савиных                                |            | |                                                 |                                                                    |
| 67 | 1981-05-15 | Стыковка | «Союз-40» (19-й пилотируемый)                   | Попов; Прунариу · Румыния (11-й гостевой, 9‑й международный)       |
| |            | Состояние на орбите: комплекс «Салют-6» — «Союз Т-4» — «Союз-40»: экипаж Ковалёнок, Савиных; Попов; Прунариу Румыния       |                                                 |                                                                    |
| 68 | 1981-05-22 | Расстыковка | «Союз-40» (19-й пилотируемый)                   | Попов; Прунариу · Румыния (11-й гостевой, 9‑й международный)       |
| Состояние на орбите: комплекс «Салют-6» — «Союз Т-4»: экипаж Ковалёнок, Савиных                                |            | |                                                 |                                                                    |
| 69 | 1981-05-26 | Расстыковка | «Союз Т-4» (17-й пилотируемый)                  | Ковалёнок, Савиных (5-й основной)                                  |
| Состояние на орбите: станция «Салют-6»: без экипажа                                                            |            | |                                                 |                                                                    |
| Грузовой «Космос-1267»                                                                                         |            | |                                                 |                                                                    |
| 70 | 1981-06-19 | Стыковка | «Космос-1267» (13-й грузовой)                   | —                                                                  |
| Состояние на орбите: комплекс «Салют-6» — «Космос-1267»: без экипажа                                           |            | |                                                 |                                                                    |
| 71 | 1982-07-29 | Окончание существования | «Салют-6»- «Космос-1267» (орбитальный комплекс) | —                                                                  |

## Системы обеспечения жизнедеятельности экипажа
С помощью системы терморегулирования внутри станции обеспечивалась температура около 20 °C. Для сохранения тепла в жилых отсеках применялась многослойная изоляция из металлизированной плёнки, обратную задачу — вывод излишков тепла — осуществлял контур обогрева. Тепло внутри станции собиралось газожидкостным теплообменником, его избыток излучался через радиатор в космическое пространство. Также система терморегулирования поддерживала нужную влажность в жилых помещениях, собирая излишки влаги с помощью холодильно-сушильных агрегатов. Собранная жидкость поступала затем в систему регенерации воды.
Системы терморегулирования и электропитания пристыкованного «Союза» объединялись с системами станции.
Внутри «Салюта-6» поддерживалась атмосфера, близкая к земной: давление 700—960 мм рт. ст., парциальное давление кислорода около 200, а углекислого газа — не более 9 мм рт. ст. С помощью вентиляторов внутри станции устанавливалась принудительная циркуляция воздуха, который пропускался через регенераторы атмосферы, где происходило поглощение CO2 и выделялся O2.
Вода доставлялась на станцию грузовыми кораблями «Прогресс». Работала также система регенерации воды, которая собирала жидкость, поступившую в воздух через дыхание и испарение с кожи. Регенерация воды из урины не производилась.
Отходы жизнедеятельности космонавтов удалялись из орбитальной станции с помощью шлюзовых камер. Отходы в специальных контейнерах выбрасывались в открытый космос и через некоторое время сгорали в атмосфере Земли.